# Heini Gilstón Corfitz Andersen
Heini Gilstón Corfitz Andersen (født 6. oktober 1989) var guitarist i det færøsk/danske punkband The Dreams. Da han boede på Færøerne spillede han med i et band, der hed Paradox. Han kom ind i The Dreams via sin storebror Eirikur, som spiller bas i The Dreams. Corfitz var 17 år gammel da han flyttede fra Færøerne til Danmark, hvor han nu bor i Holbæk.
Den mest kendte sang, som han har skrevet, er "Waiting for an Angel".
De sidste år har han arbejdet på sit solo projekt og har i januar 2014 udgivet de første tre singler som hedder "What I am", "Untying What's Dividing" og "Systems Glue". 
Han første soloalbum forventes at udkomme i efteråret 2014.